# Эддисон, Уильям, 4-й виконт Эддисон
Уильям Мэтью Уонд Эддисон, 4-й виконт Эддисон (англ. William Matthew Wand Addison, 4th Viscount Addison; род. 13 июня 1945) — британский пэр.

## Биография
Родился 13 июня 1945 года. Единственный сын Майкла Эддисона, 3-го виконта Эддисона (1914—1992), и его жены Кэтлин Эми Ванд (? — 2007), дочери преподобного Джона Уильяма Чарльза Ванда и Эми Агнес Уиггинс. Он получил образование в Вестминстерской школе и Королевской школе в Брутоне.
23 марта 1992 года после смерти своего отца Уильям Эддисон унаследовал титулы 4-го виконта Эддисона из Столлингборо в графств Линкольншир и 4-го барона Эддисона из Столингборо в графстве Линкольншир, став членом Палаты лордов Великобритании.
В Палате лордов виконт Эддисон заседал как консервативный пэр, пока Акт о Палате лордов 1999 года не лишил его автоматического права заседать в Палате. Он баллотировался на выборах как избранный наследственный пэр (и, следовательно, имеющий право продолжать заседать). Однако он занял 47-е место среди консервативных пэров (всего было избрано 42 консервативных пэра). Он баллотировался на последующих дополнительных выборах в Палату, но до сих пор безуспешно.

## Личная жизнь
В 1970 году Уильям Эддисон женился первым браком на Джоанне Мэри Дикинсон, дочери Джона Айвора Чарльза Дикинсона, от брака с которой у него были следующие дети:
- Достопочтенная Сара Луиза Эддисон (род. 25 ноября 1971)
- Достопочтенный Пол Уонд Эддисон (род. 18 марта 1973), наследник отца.
- Достопочтенная Кэролайн Эми Эддисон (род. 13 октября 1979)

В 1991 году он женился на Лесли Энн Мауэр, дочери Джорджа Колина Мауэра. Второй брак был бездетным.